# HC De Meeuwen
HC De Meeuwen is een Nederlandse hockeyclub uit Emmeloord.
De club werd opgericht op 3 april 1971 en speelt op een terrein aan de Sportlaan nabij het Emmelerbos waar ook een tennis- en atletiekvereniging zijn gevestigd. 
Het eerste herenteam is in 2022/2023 ongeslagen kampioen geworden van de reserve tweede klasse, poule A. In 2023/2024 zullen zij uitkomen in de Vierde klasse van de KNHB.